# Totana
Totana è un comune spagnolo di 29 211 abitanti situato nella comunità autonoma di Murcia.